# واشنطن ماثيوز
واشنطن ماثيوز (بالإنجليزية: Washington Matthews)‏ هو عالم إنسان أمريكي، ولد في 17 يونيو 1843 في Killiney ‏ في جمهورية أيرلندا، وتوفي في 2 مارس 1905 في واشنطن العاصمة في الولايات المتحدة.